# Anisomolgus
Genre
Anisomolgus est un genre de copépodes de la famille des Rhynchomolgidae.

## Distribution
Les espèces de ce genre se rencontrent dans l'océan Pacifique et l'océan Indien.
Les espèces de ce genre sont associées à des Alcyonacea.

## Liste des espèces
Selon World Register of Marine Species (23 décembre 2017) :
- Anisomolgus ensifer Humes, 1982
- Anisomolgus goniodes Humes, 1982
- Anisomolgus limbatus Humes & Dojiri, 1979
- Anisomolgus protentus (Humes & Frost, 1964)
- Anisomolgus pterolobatus Humes, 1982
- Anisomolgus spinipes (Sewell, 1949)

## Publication originale
- Humes & Stock, 1972 : Preliminary notes on a revision of the Lichomolgidae, cyclopoid copepods mainly associated with marine invertebrates. Bulletin of the Zoological Museum of the University of Amsterdam, vol. 2, no 12, p. 121-133.